# Alexei Wladimirowitsch Gaskarow

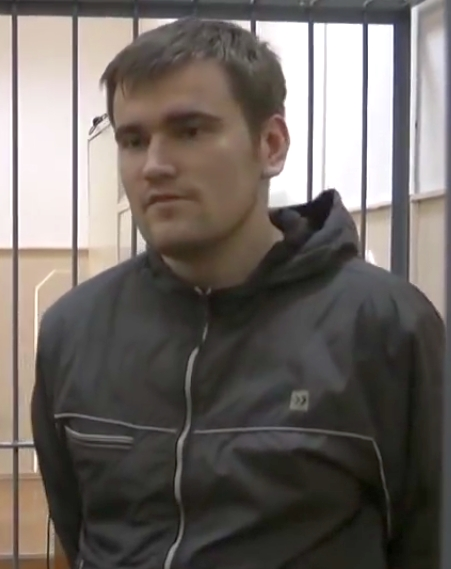
Alexei Gaskarow im Jahr 2013. Entzug der Freiheit nach Gerichtsurteil.

Alexei Wladimirowitsch Gaskarow (russisch Алексей Владимирович Гаскаров; * 18. Juni 1985 in Schukowski, Oblast Moskau, Sowjetunion) ist in Russland eine Person des öffentlichen Lebens. Er war Mitglied des Koordinationsrats der russischen Opposition und des Volksrats seiner Heimatstadt. Er setzt sich aktiv gegen die Abholzung der Wälder in der Oblast Moskau ein.

## Biographie
Gaskarow absolvierte ein Studium der mathematischen Methoden in der Wirtschaft an der Finanzuniversität der Regierung der Russischen Föderation.
Er arbeitete am Institut für Soziologie der Russischen Akademie der Wissenschaften, wo er sich mit sozialen Bürgerinitiativen auseinandersetzte. Er war Teil einer Expertengruppe, die Änderungen am Arbeits- und Wohnungsgesetzbuch erreichte. Dabei wurden die strittigsten Punkte des Gesetzes über die Monetarisierung von Sonderrechten gestrichen. Außerdem erarbeitete Gaskarow Änderungsvorschläge im Bereich des Bebauungsrechts im Gebiet Schukowski.
Bis zum Jahr 2013 war Gaskarow Projektleiter bei der Consulting-Firma "Expert-Systems", wo er sich mit Marktforschung und innovativen Start-up-Unternehmen beschäftigte.

## Politische Tätigkeit
Gaskarow ist seit etwa zehn Jahren politisch aktiv.
Ab 2006 unterstützte und koordinierte er russische soziale Bürgerinitiativen. Neben erfolgreichen Änderungsanträgen am Arbeits- und Wohnungsgesetzbuch erreichte er auch eine Überprüfung von Projekten mit Fällen ökologisch bedenklicher Erzeugung sowie von Fällen der in Russland umstrittenen Baulückenbebauung.
Im Herbst 2012 wurde Alexei Gaskarow in den Koordinationsrat der russischen Opposition gewählt. Dabei handelt es sich um ein im Internet gewähltes Organ, welches das gesamte politische Spektrum der russischen Opposition vereinte.
Ende März 2013 wurde Gaskarow in den Volksrat seiner Heimatstadt Schukowski gewählt – das erste unabhängige Organ bürgerlicher Selbstverwaltung in der neueren Geschichte Russlands.
Als Bürger der Stadt Schukowski nahm Gaskarow an Protestaktionen gegen die Abholzung des Zagowski-Walds teil. Eine dieser Aktionen war ein von Bürgern organisiertes Zeltlager. Gaskarow band dabei den Volksrat sowie die regionale Zeitung der Stadt Schukowski in die Aktionen ein.

## Erster Arrest
Am 3. August 2010 wurde Gaskarow wegen seiner Teilnahme an Protestaktionen gegen die Abholzung des Chimki-Walds festgenommen. Danach startete in Russland und im Ausland eine Kampagne für die Freilassung der „Chimki-Gefangenen“. Insgesamt fanden allein im September 2010 an gemeinsamen internationalen Aktionstagen 30 Protestaktionen in 27 Städten in zwölf Ländern statt.
Am 15. Oktober 2010 revidierte das Oberste Gericht der Oblast Moskau die Entscheidung für den Arrest von Alexei Gaskarow und setzte ihn auf freien Fuß. Am 24. Juni 2011 sprach ihn schließlich das Stadtgericht von Chimki frei. Dieser Freispruch wurde später auch vom Obersten Gericht der Oblast Moskau bestätigt. Am 27. April sprach ein Regionalgericht der Stadt Twer Gaskarow sogar eine Schadensersatzzahlung in Höhe von 50.000 Rubel zu, da es das Gerichtsverfahren als nicht rechtens einstufte.

## Zweiter Arrest
Am 28. April 2013 wurde Gaskarow als Verdächtiger im Bolotnaja-Fall unter Arrest genommen. Der Bolotnaja-Fall stellt eine Reihe von Prozessen dar, die nach Ausschreitungen am 6. Mai 2012 auf dem Bolotnaja-Platz in Moskau angestrengt wurden. Damals gingen Zehntausende im Zuge der Proteste nach den Duma- und Präsidentschaftswahlen 2011/2012 auf die Straße, um gegen Wahlmanipulationen und die Inauguration von Wladimir Putin in das Amt des Präsidenten zu demonstrieren. Wie auch den meisten Figuranten im Bolotnaja-Fall wird Gaskarow die Teilnahme an Massenunruhen (Art. 212 Absatz 2 StGB RF) sowie die Gewaltanwendung gegen Staatsvertreter (Art. 318 Absatz 1 StGB RF) vorgeworfen. Die Bolotnaja-Prozesse werden von Menschenrechtsorganisationen und politischen Beobachtern als politisch motiviert beschrieben.
Sowohl in Russland als auch im Ausland fanden Aktionen zur Unterstützung von Alexei Gaskarow statt, unter anderem in Helsinki, Paris, New York, Winnitza, Lemberg, Hamburg, Mailand, Kiew, Warschau.
Am 11. Mai 2013 fand in Moskau ein Fahrradkorso zur Unterstützung von Gaskarow und der anderen Beschuldigten im Bolotnaja-Fall statt. Am 27. Mai fand ein solcher auch in St. Petersburg statt.
Am 18. Juni 2013 wurde im Sacharow-Zentrum eine Festveranstaltung aus Anlass des Geburtstages von Alexei Gaskarow veranstaltet, welcher seinen 28. Geburtstag jedoch in Untersuchungshaft verbringen musste.
Weitere Protestaktionen fanden im Zeitraum vom 17. bis zum 23. Juni in mehreren Städten Russlands statt.
Des Weiteren unterschrieben mehr als 500 Einwohner von Schukowski eine Petition zu seiner Unterstützung. Im Internet unterschrieben eine solche Petition mehr als drei Tausend Menschen.
Auf internationaler Ebene wird Gaskarow unter anderem vom Kampfsportler Jeff Monson unterstützt. Seine Videobotschaft wurde bis zum heutigen Tag mehr als 50.000 Mal abgerufen.